# 红岩镇 (广元市)
红岩镇，是中华人民共和国四川省广元市昭化区下辖的一个乡镇级行政单位。2019年12月，撤销沙坝乡，将原沙坝乡和原白果乡白果社区、青光村、会果村、竹林村、山溪村、金牛村及原明觉镇华丰村所属行政区域划归红岩镇管辖，红岩镇人民政府驻仁和街3号。

## 行政区划
红岩镇下辖以下地区：
红岩镇社区、玉皇村、百花村、坪林村、天星村、红江村和广吉村。